# Dapsa grancanariensis
Dapsa grancanariensis là một loài bọ cánh cứng trong họ Endomychidae. Loài này được Palm miêu tả khoa học năm 1974.